# Kān Sorkh
Kān Sorkh (persiska: خونسُرخ, كان سرخ) är en ort i Iran.   Den ligger i provinsen Lorestan, i den centrala delen av landet, 300 km sydväst om huvudstaden Teheran. Kān Sorkh ligger 2 189 meter över havet och antalet invånare är 876.
Terrängen runt Kān Sorkh är huvudsakligen kuperad, men den allra närmaste omgivningen är platt. Runt Kān Sorkh är det ganska glesbefolkat, med 29 invånare per kvadratkilometer. Närmaste större samhälle är Alīgūdarz, 18,7 km nordost om Kān Sorkh. Trakten runt Kān Sorkh består i huvudsak av gräsmarker.